# Johann Gotthard Hayberger
Johann Gotthard Hayberger (* 28. April 1695 in Peuerbach; † 7. März 1764 in Steyr) war ein österreichischer Barockbaumeister und Bürgermeister zu Steyr.

## Leben

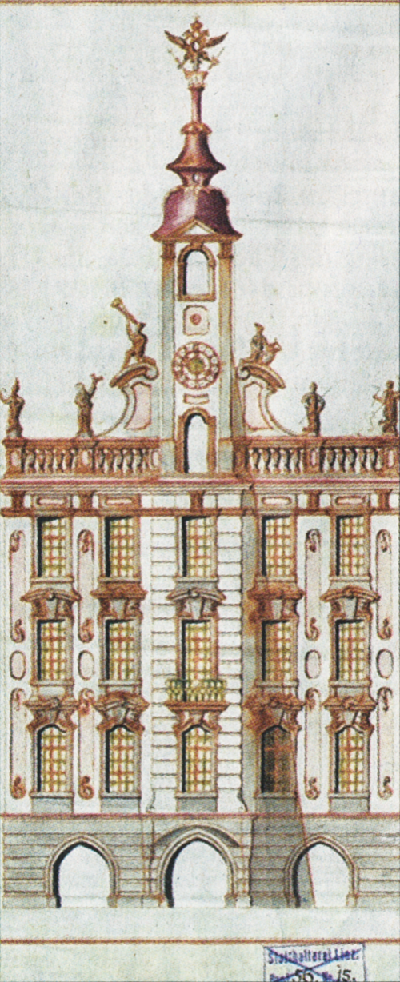
Plan des Steyrer Rathauses

Nach seiner Heirat am 29. April 1721 mit der verwitweten Steyrer Bürgerfrau Margarete Gallbrunner (geborene Prandstetter) wurde Johann Gotthard Hayberger am 10. Juni 1721 Steyrer Bürger. Er war erst Stadtrat, dann Stadtrichter und schließlich von 1759 bis 1764 Bürgermeister. Daneben unter anderem auch Stadtbaumeister, Stadthauptmann, Brückenverwalter und Stadtkämmerer. Seine zwei Söhne starben jung. Nachdem 1760 seine erste Gattin gestorben war, heiratete er zwei Jahre später Maria Theresia Seelhammer, die aus einer Steyrer Schiffmeisterfamilie stammte. Er starb 1764 in Steyr.

## Werk
In den Jahren 1731 bis 1734 errichtete Hayberger den Pfarrhof Molln. Um 1735 begann er mit dem barocken Umbau des Benediktinerstiftes Admont, weitergeführt wurden die Arbeiten vom Grazer Baumeister Josef Hueber. Die Klosteranlage brannte jedoch 1865 fast vollständig nieder, erhalten blieb nur die Bibliothek. Später wurde Admont neugotisch wieder aufgebaut. Hayberger war von 1745 bis 1751 Baumeister des Bibliothekssaals im Augustiner Chorherren-Stift Sankt Florian, teilweise nach Plänen Jakob Prandtauers. Bis 1747 vollendete er den Klosterbau in Seitenstetten. Seine Pläne für das Steyrer Rathaus stammen aus dem Jahr 1757, nach seinem Tod wurden diese (frei) von dem Stadtbaumeister Wolfgang Hueber ausgeführt. Ebenso geht auf ihn das Kriechbaum-Benefiziatenhaus in der Berggasse in Steyr zurück.

## Galerie

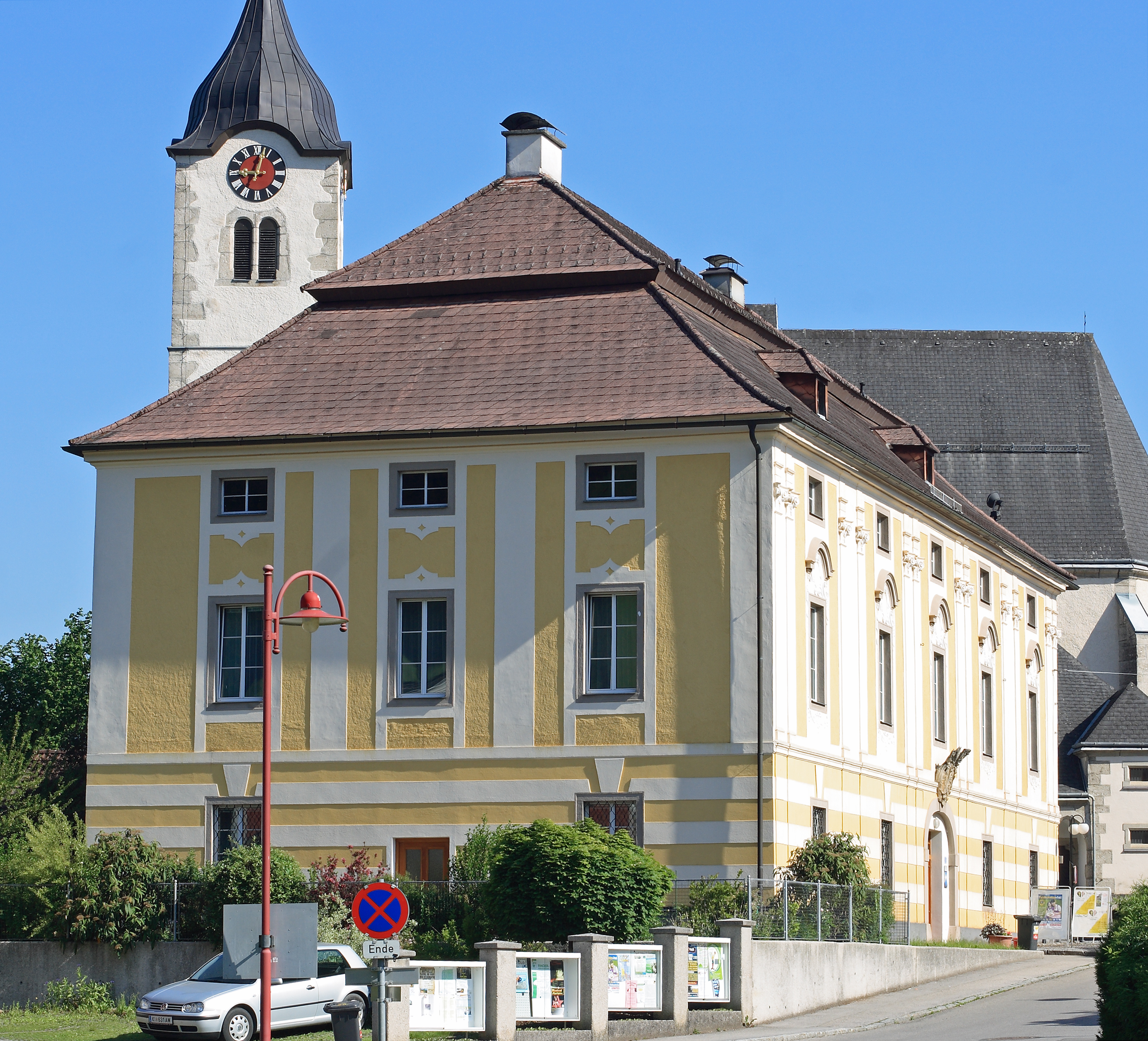
Mollner Pfarrhof
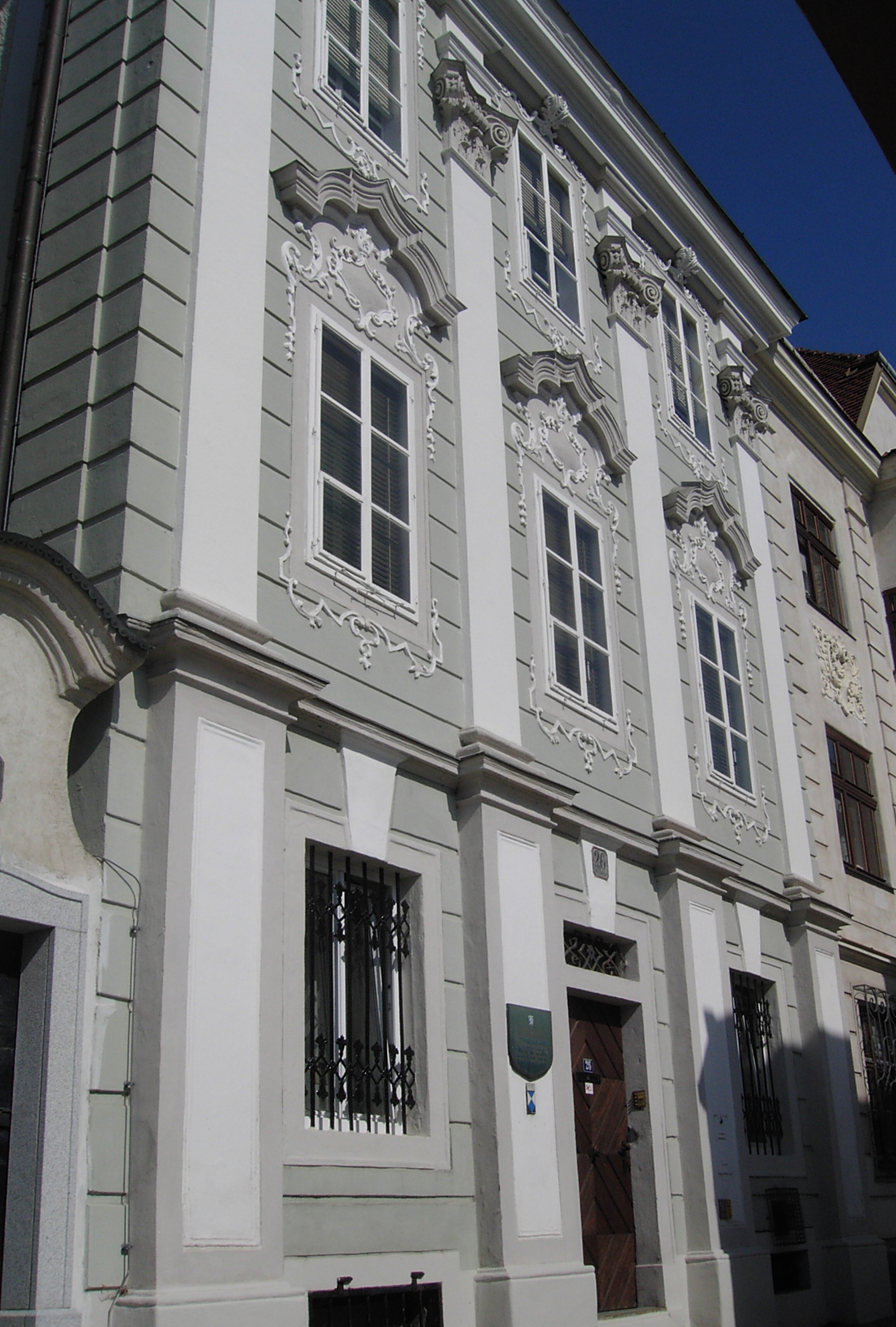
Kriechbaum-Benefiziatenhaus
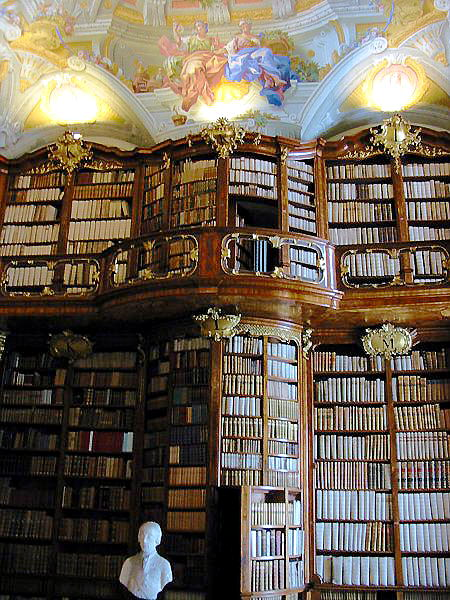
Bibliothek St. Florian
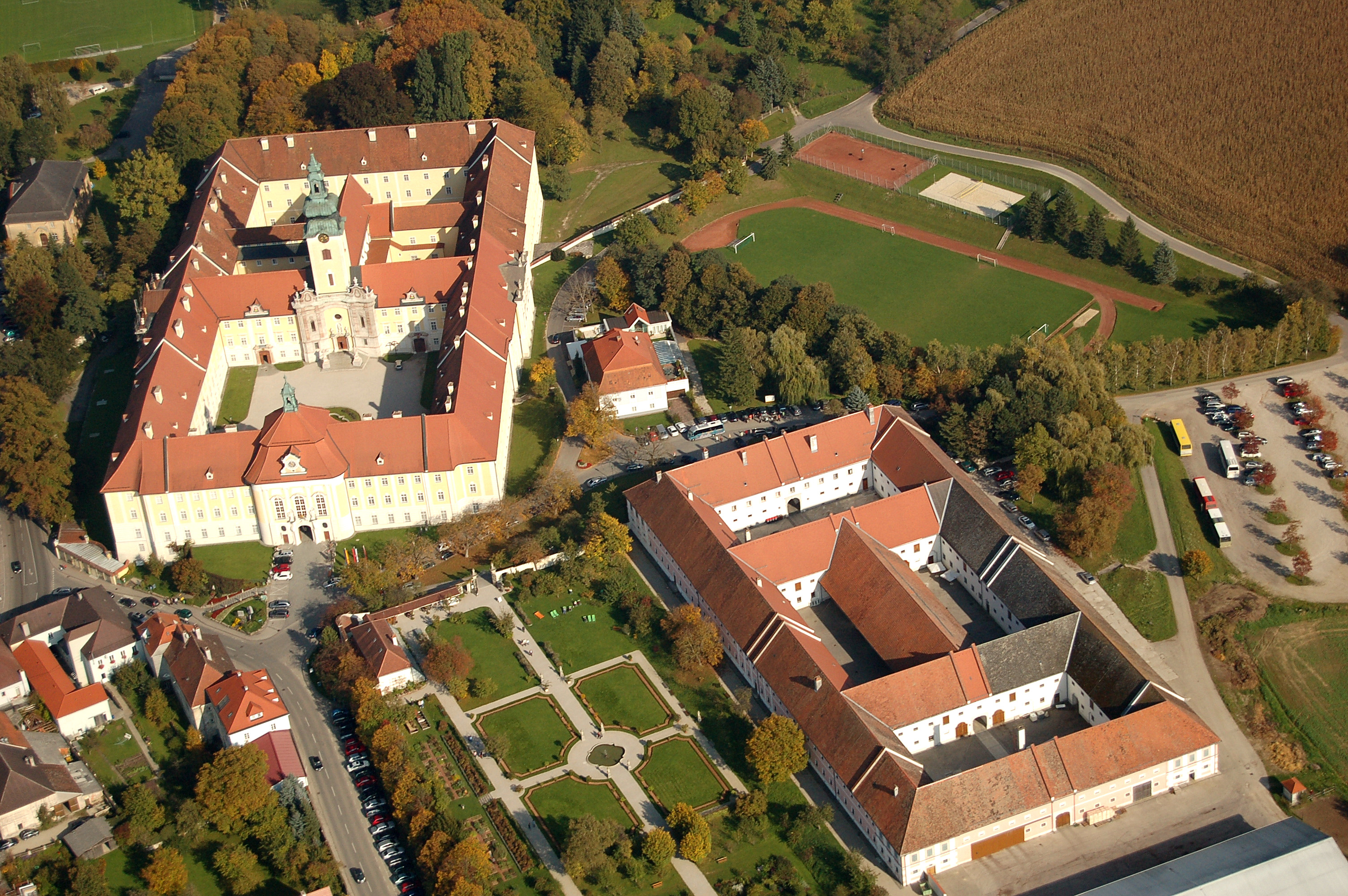
Luftaufnahme des Benediktinerstifts Seitenstetten